# Wyżnia Polana Tomanowa
Wyżnia Polana Tomanowa – polana w Dolinie Tomanowej w Tatrach Zachodnich. Niewielka śródleśna polana położona jest na wysokości 1350–1410 m n.p.m. Od północnej strony ze stoków Ciemniaka wpada do niej Czerwony Żleb, spod Tomanowej Przełęczy Kamienisty Żleb. Na polanie występuje długi, dobrze zachowany wał moreny czołowej (prowadzi po nim ścieżka), a w górnej części polany duże głazy – w przeszłości cała Dolina Tomanowa pokryta była lodowcem.
Dawniej wchodziła w skład Hali Tomanowej. Prawo do uzyskania polany i jej użytkowania otrzymali górale od króla Zygmunta III Wazy w 1615 r. Pod koniec XIX wieku polanę wykupił hrabia Władysław Zamoyski. Przed II wojną światową wydzierżawił ją Krajowy Patronat Spółdzielni Rolniczych i urządził na niej pokazową bacówkę. W czasie wojny stanowiła ona schronienie dla partyzantów radzieckich. Jeszcze w 1946 na wewnętrznych ścianach bacówki można było odczytać pozostawione przez nich adresy, nazwiska i komunikaty.
Od 1957 r. zniesiono wypas na całej Dolinie Tomanowej. Wskutek zaprzestania wypasu polana stopniowo zarasta lasem i widoki stają się coraz bardziej ograniczone. Jeżeli nie zostaną przedsięwzięte żadne działania, grozi jej całkowite zalesienie ze szkodą dla walorów widokowych oraz przyrodniczych – wyginie roślinność polany, wśród której występują rzadkie gatunki górskie. W 1955 miała powierzchnię ok. 28 ha, ale w 2004 w wyniku zarośnięcia jej powierzchnia zmniejszyła się o 80%. Obecnie w rejonie polany występują niedźwiedzie i jelenie, które jesienią urządzają rykowiska w pobliżu polany.
Z polany dobry widok na Ornak, Kominiarski Wierch i szczyty grani głównej Tatr; Bystrą, Kamienistą, Smreczyński Wierch, Tomanową Kopę, Tomanowy Wierch Polski, Suchy Wierch Tomanowy oraz polodowcowy kocioł Doliny Suchej Tomanowej.
Z rzadkich roślin na polanie rośnie sybaldia rozesłana – gatunek w Polsce występujący tylko w Tatrach i to na nielicznych stanowiskach, oraz szczwoligorz tatarski, również znany z nielicznych stanowisk.

## Szlaki turystyczne
ze schroniska na Hali Ornak w Dolinie Kościeliskiej, skręcający na północ na rozdrożu w Tomanowej i wiodący przez Czerwony Żleb, Tomanowy Grzbiet i Wysoki Grzbiet na Chudą Przełączkę i dalej na Ciemniak.
- Czas przejścia ze schroniska do polany: 1:30 h, ↓ 1:10 h
- Czas przejścia od polany na Chudą Przełączkę: 1:30 h, ↓ 1 h

Czerwony szlak prowadzący Kamienistym Żlebem na Tomanową Przełęcz został zamknięty przez TPN od 22 maja 2009 Już rok wcześniej (w czerwcu 2008) zamknięto słowacki czerwony szlak z Tomanowej Przełęczy do Rozdroża pod Tomanową w Dolinie Cichej.

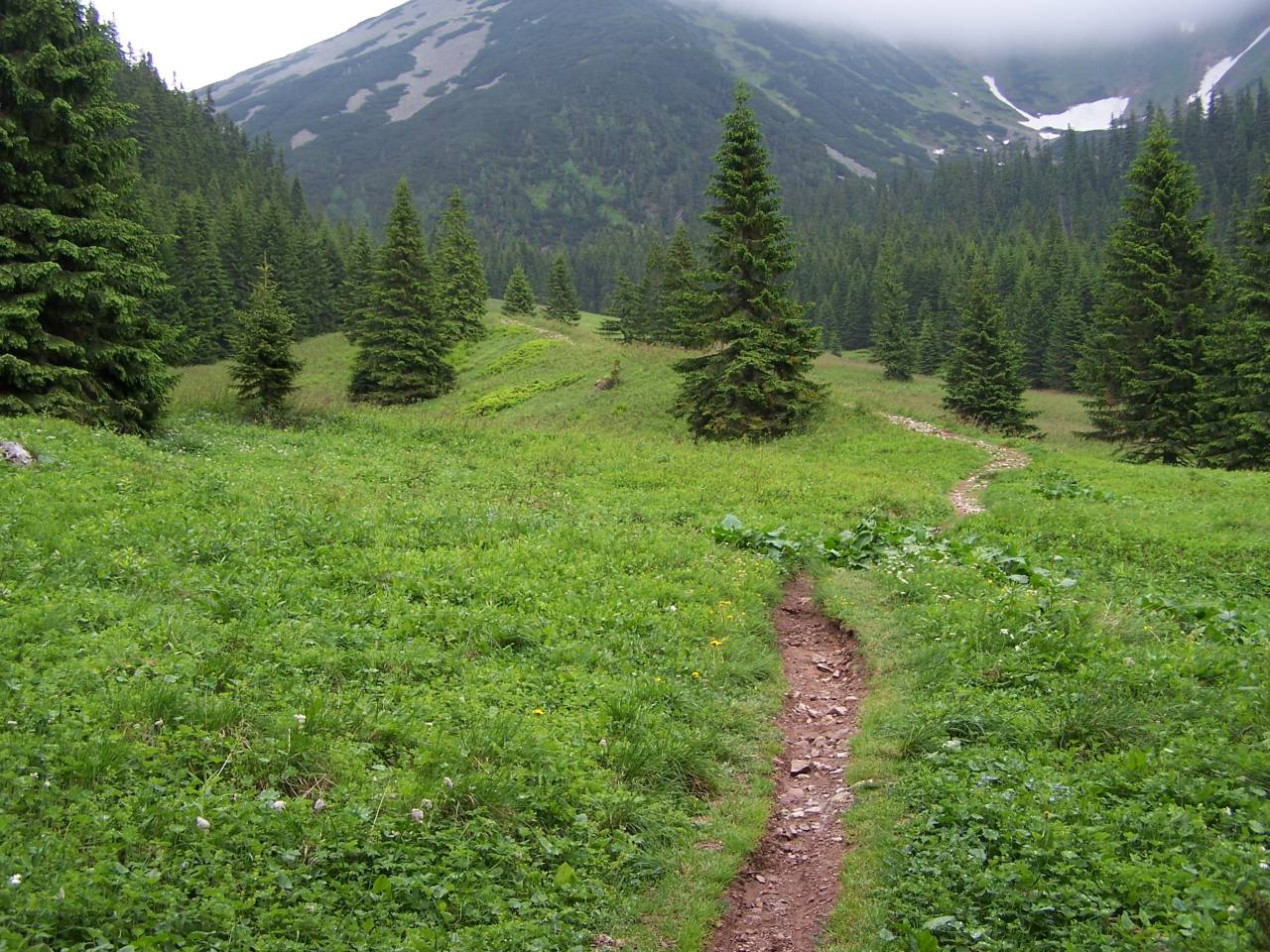
Zarastająca lasem polana

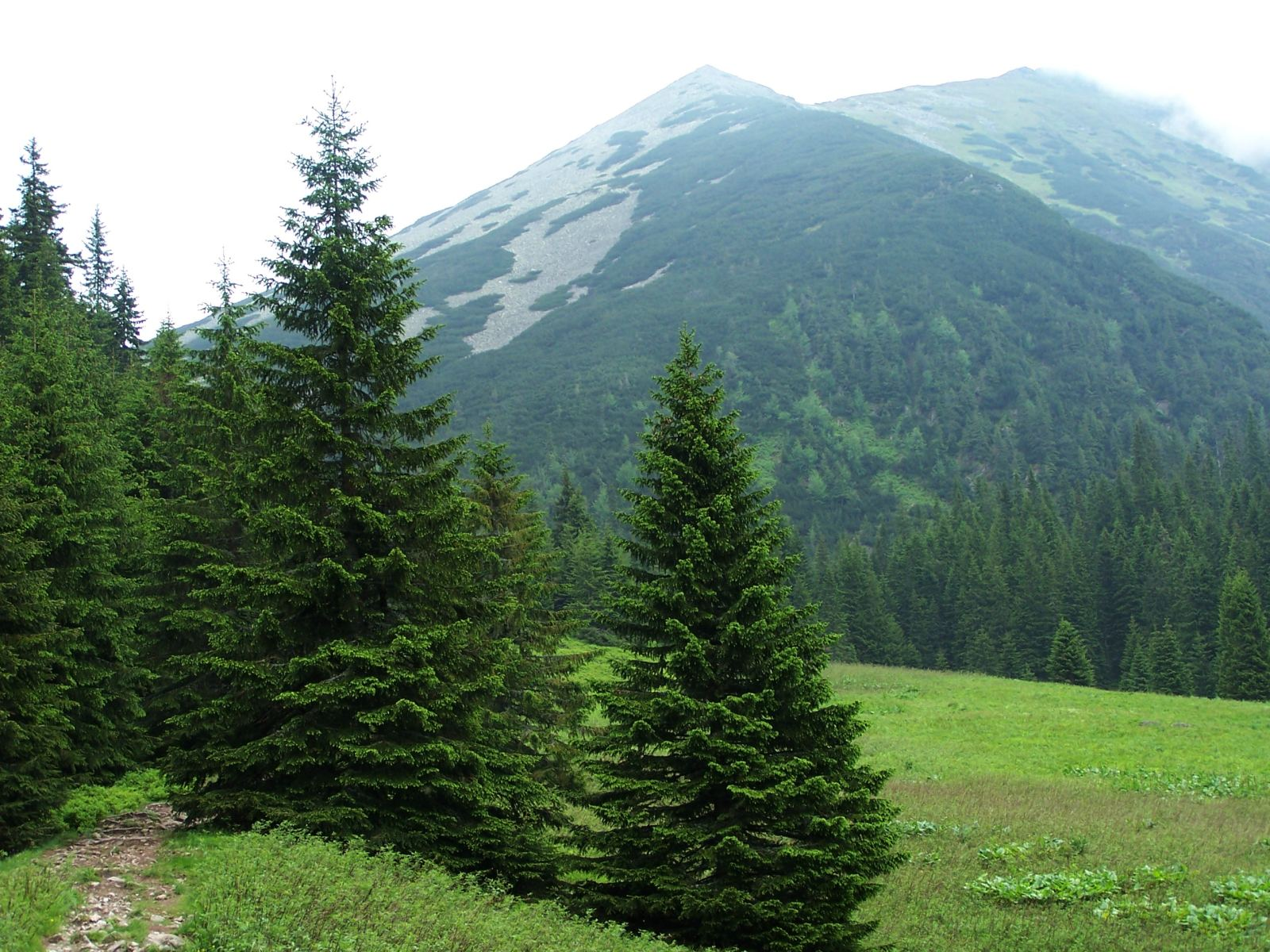
Widok z polany na Suchy Wierch Tomanowy i Tomanowy Wierch Polski